# Église protestante de Leiterswiller
L'église protestante de Leiterswiller est un monument historique situé à Hoffen, dans le département français du Bas-Rhin.

## Localisation
Ce bâtiment est situé rue des Églises à Hoffen.

## Historique
L'édifice fait l'objet d'un classement au titre des monuments historiques depuis 1924.
Comme l'indique le registre paroissial catholique de Rittershoffen, l'évêque suffragant du diocèse de Strasbourg dit de la petite église qu'elle est complètement détruite ("penitas destructam"), lors de sa visite diocésaine. L'acte est daté du 11 novembre 1724. Les habitants de Leiterswiller, à majorité catholique, demandent à cette occasion au diocèse qu'il leur apporte une aide financière pour le projet de reconstruction de l'église.
L'église, qui conserve cependant quelques vestiges des époques du XVe et du XVIe siècle, est inutilisable jusqu'à sa reconstruction, comme le confirme également le registre paroissial protestant de Rittershoffen. Les sacrements de baptême et de mariage, ainsi que les offices d'enterrement sont en effet effectués dans les églises alentour pour les différentes confessions. Il devait donc en être de même pour les messes et cultes en dehors de ces événements.
Le cimetière de l'église était néanmoins utilisé, il fut dans la proximité directe de l'église (plutôt du côté sud semblerait-il où l'on aperçoit encore une croix monumentale datée de 1784), comme le confirment les registres paroissiaux pré-cités, tout comme le registre paroissial de Hatten (période 1723-1733). Les inhumations ont été effectuées aussi bien par les curés de Stundwiller (et peut-être de Schœnenbourg) puis de Hatten que par les pasteurs d'Oberbetschdorf puis de Rittershoffen qui desservaient à différentes périodes les habitants du petit village de Leiterswiller. Le plan cadastral de 1825 indique encore l'emplacement du cimetière à cet endroit. La construction du nouveau cimetière, le cimetière actuel, n'a eu lieu que plus tard. 
À la suite de la visite du suffragant, il semblerait bien que les doléances des paroissiens habitant à Leiterswiller aient porté leurs fruits, puisque la petite église fut reconstruite en 1736 (date portée) par la paroisse catholique royale de Hatten, dont le curé desservait également Rittershoffen et Leiterswiller. Lors de la période révolutionnaire, elle était à nouveau utilisée également par les protestants comme l'indique Marie-Joseph BOPP dans son ouvrage, ce qui pose la question de la date d'application effective du simultaneum (c’est-à-dire l’usage de l’église par les deux confessions) à la petite église de Leiterswiller, date d'application qui semble être 1736, date de reconstruction. En effet, ce baptême du 11 mai 1738 cité en référence, indique un baptême protestant dans cette église reconstruite par les catholiques. La notion d'un simultaneum en continu entre 1736 et 1897 reste l'hypothèse la plus logique, même s'il devait y avoir des périodes où la localité n'était peut-être plus desservie, ou du moins plus régulièrement, par le pasteur de Rittershoffen. Marie-Joseph BOPP indique la période Révolutionnaire comme début de réutilisation par les protestants, ce qui suggère évidemment cette hypothèse. 
Le simultaneum dura donc jusqu’en 1897 où, à la suite de la construction et de l’inauguration de l’église catholique actuelle, le chœur ( "chor – und Altarraum") fut bénévolement rendu à la paroisse protestante.